# Brendan Hansen
Brendan Joseph Hansen (Havertown, 15 agosto 1981) è un ex nuotatore statunitense.
Ha vinto la medaglia d'oro nella staffetta 4x100 m misti, un argento nei 100 m rana e un bronzo nei 200 m rana ai Giochi olimpici di Atene 2004.

## Palmarès
- Olimpiadi

Atene 2004: oro nella 4x100m misti, argento nei 100m rana e bronzo nei 200m rana.
Pechino 2008: oro nella 4x100m misti.
Londra 2012: oro nella 4x100m misti e bronzo nei 100m rana
- Mondiali

Fukuoka 2001: oro nei 200m rana.
Barcellona 2003: oro nella 4x100m misti, argento nei 100m rana e bronzo nei 200m rana.
Montreal 2005: oro nei 100m rana, nei 200m rana e nella 4x100m misti.
Melbourne 2007: oro nei 100m rana e argento nei 50m rana.
- Mondiali in vasca corta

Indianapolis 2004: oro nei 50m rana, nei 100m rana, nei 200m rana e nella 4x100m misti.
- Giochi PanPacifici

Yokohama 2002: oro nei 200m rana e nella 4x100m misti e argento nei 100m rana.
Victoria 2006: oro nei 100m rana, nei 200m rana e nella 4x100m misti.